# Keri Kelli

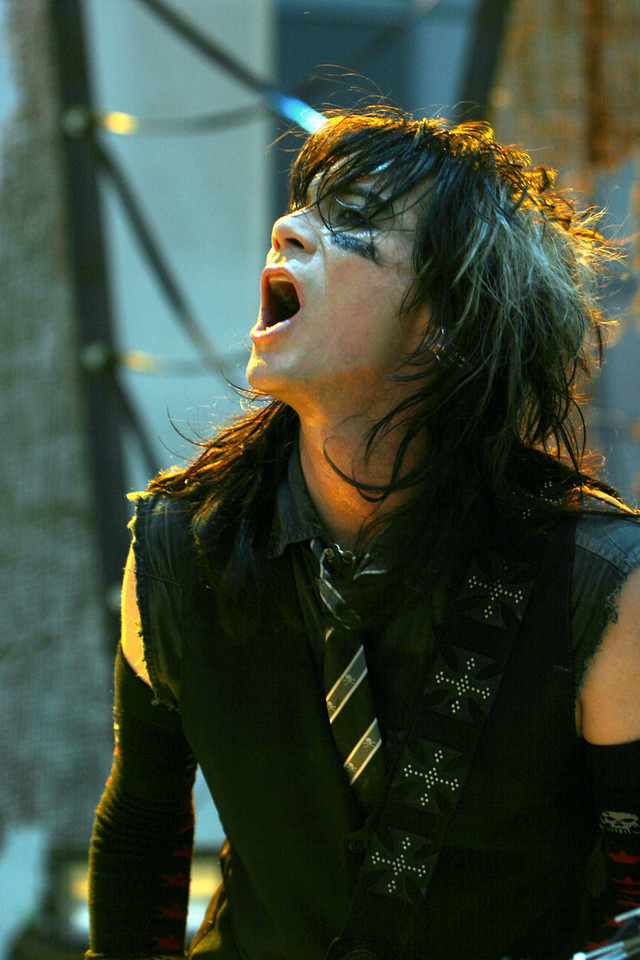
Keri Kelli auf der Bühne

Keri Kelli (* 7. September 1971 in Huntington Beach, Kalifornien; gebürtig Kenneth Fear) ist ein US-amerikanischer Gitarrist. Seine bekanntesten Bands waren Skid Row (inoffiziell), Slash’s Snakepit, Ratt, Warrant, L.A. Guns und Vince Neil.
Zurzeit spielt Kelli Gitarre bei Night Ranger.

## Werdegang
1987 veröffentlichte er mit seiner Band Empire sein erstes Tape. Sein erstes Album, das veröffentlicht wurde, war das selbstbetitelte Album seiner damaligen Band Big Bang Babies. 2002 kam das bisher letzte Album The Glam That Stole Christmas Vol.1 heraus. Inzwischen brachte er 1996 zwei Demotapes mit der Band Rubber heraus. 1997 trat er zuerst der Band Pretty Boy Floyd bei und gründete dann mit dem Sänger von Faster Pussycat, Taime Downe, die Band The Newlydeads, die ebenfalls noch nicht als aufgelöst gilt und 2006 ihr bisher letztes Album veröffentlichte. 1997 trat er der amerikanischen Kultband Ratt bei. Diese Zusammenarbeit hielt bis 2000.
Im Jahre 2000 veröffentlichte Keri Kelli gleich mehrere Alben mit hochkarätigen Musikern. Mit Slash’s Snakepit veröffentlichte er das Album Ain't Life Grand, mit der Band Dad's Porno Mag veröffentlichte er ein gleichnamiges Album. Außerdem trat er der Band Warrant bei. Das Album mit ihm wurde allerdings erst nach seinem Austritt im selben Jahr veröffentlicht. 2002 trat er der kalifornischen Kultband L.A. Guns bei, verließ die Band allerdings 2003 wieder. 2003 gründete Kelli die Band Suki Jones. Inzwischen ist er aber dort nicht mehr dabei, da Ex-Guns-N’-Roses-Schlagzeuger Steven Adler die Band übernommen und in Adler’s Appetite umbenannt hat. 2006 gründete er seine letzte bisherige Band Saints of the Underground. Daneben war er bis 2010 als Gitarrist von Alice Cooper unterwegs und mit diesem auch 2010 beim Wacken Open Air zu Gast. Danach war er in der Begleitband von John Waite.